# Суп
Суп, юшка (фр. Soupe, діал. зу́па, се́рбанка, се́рбавка) — заправна перша страва, яка являє собою переважно м'ясний, рибний або грибний відвар з овочами, крупами тощо. Супи складаються з рідкої частини — основи і щільної частини — гарніру. Вони містять велику кількість рідини і дають 20 % води від добової потреби організму людини. Поживність перших страв обумовлюється наявністю гарніру, а також супроводжуючими супи продуктами — хлібом, сметаною. Супи відрізняються високою поживністю, калорійністю, здатністю збуджувати апетит.

## Етимологія
В українській мові слово «юшка» на жаль майже вийшло з ужитку, ймовірно з приходом СРСР, натомість вживаються «суп»  —запозичення з французької мови чи «зупа» з німецької...
На позначення рідкої страви в російській кухні слово «суп» почали застосовувати з кінця XVIII ст.

## Географічний і національний розподіл супів
За способом приготування супи розрізняють в основному за крупними національними й географічним регіонами. В Західній Європі основний вид супів — бульйони й протерті супи-пюре. Для України і багатьох країн Східної Європи характерні заправочні супи, які готують на основі якогось відвару (м'ясного, рибного, овочевого, грибного тощо) та заправляються декількома компонентами (від 5 до 20), серед яких овочі, крупи, пряні трави, жири. Для російської кухні характерні гарячі супи без заправлення — вуха,  а також супи, де рідину складає не вода, а кисло-солоні спеціальні середовища — кваси, огірковий розсіл тощо.
У Грузії набули розповсюдження супи з яєчною заправкою (чихіртма) на основі бульйону, але готують і заправочні супи, такі як харчо. У Східній Грузії, Азербайджані, Північному Кавказі найхарактернішим видом супу вважають суп, який готують в глечиках методом запікання в духовці (піті, чанахі, путук).
У Середній Азії основний тип супу — «смажений» суп, коли м'ясну чи овочеву частину спочатку смажать на олії, а потім заливають водою, та кисломолочні супи, коли відварні крупи чи овочі заливають кисломолочними продуктами замість води (катиком, сметаною).
На Далекому Сході — в Китаї та Японії — основний вид супів — комбіновані супи, коли в готовий бульйон вже на столі додають різні продукти заздалегідь окремо зварені та подані холодними і сухими в окремому посуді — м'ясо, риба, креветки, краби, рис, цибулю, овочі, прянощі. Кожен може сам, за власним смаком, скомпонувати свій індивідуальний суп. Тому на Далекому Сході не буває рецептів окремих супів, можуть бути тільки рекомендації до найраціональнішого чи традиційного змісту супів.

### Супи в Україні
В Україні супи набули широкого поширення. Про це говорять народні прислів'я: «Борщ та каша — їжа наша», «Борщ та капуста — в хаті не пусто». У деяких областях України — Київській, Чернігівській — борщі їли і їдять з густою кашею. У Київській, Житомирській, Хмельницькій областях часто готують куліш — одна з найпоширеніших страв України (чумацька юшка). На Полтавщині борщ заправляють тертим пшоном або злегка підсмаженим борошном, щоб був густіший. У Придніпров'ї, до складу якого входять Дніпропетровська, Запорізька та Кіровоградська області, раніше, коли в господарстві закінчувалися запаси капусти, буряка, а на луках і городах з'являлася перша зелень, селяни переходили на зелений борщ. Готували його на хлібному квасі з картоплею і молодий зелені щавлю, лободи, іноді кропиви, петрушки. Зелений борщ заправляли круто звареними дрібно рубаними яйцями і сметаною.
Асортимент супів в Україні склався давно і зберігається століттями, але під впливом часу набув незначних змін. Прозорі висвітленні бульйони французької кухні (консоме) знайшли втілення лише в ресторанній кухні, а в побут народу так і не дісталися. Зберігається місце супів і в меню обідів, що відобразилося у вислові «перші страви». Цей порядок подавання страв, який склався, фізіологічно обґрунтований та доцільний.

## Поділ супів за температурою подачі
Найпоширенішою є група гарячих супів. Вона ділиться на чотири підгрупи:
- на бульйонах і відварах
- на молоці
- на хлібному квасі, сироватці, кислому молоці тощо
- на фруктових і ягідних відварах: Гарячі супи — температура подачі становить 75 °C.

Холодні супи — температура подачі становить 14 °C.

## Поділ супів за технологією приготування
- заправні
- пюреподібні
- прозорі
- молочні

## Поділ супів за рідкою основою
- на бульйонах,
- овочевих відварах,
- молоці,
- квасі і кисломолочних продуктах,
- фруктових відварах.

## Види супів
- Гарячі супи
  - Овочеві супи
    - Капусняк
    - Крупник[10]
    - Розсольник
    - Мінестроне
    - Цибулевий суп

  - Супи з бобових
    - Суп квасолевий
    - Суп гороховий
    - Аш-е Реште

  - Бульйон
    - М'ясний бульйон
    - Овочевий бульйон
    - Рибний бульйон

  - М'ясні супи
    - Борщ
    - Борщ з грибами
    - Борщ з вушками
    - Крупник
    - Солянка
    - Суп з фрикадельками
    - Суп з бичачих хвостів
    - Щавлевий суп

  - Супи з пташини
    - Курячий

  - Супи з риби
    - Юшка
    - Уха
    - Буябес
    - Каллен-Скінк
    - Качуко
    - Суп з акулячих плавців

  - Супи з морепродуктів
    - Суп з черепахи

  - грибний
  - Харчо
  - Суп-Пюре
  - Молочний суп
  - Сирний суп
  - Супи швидкого готування

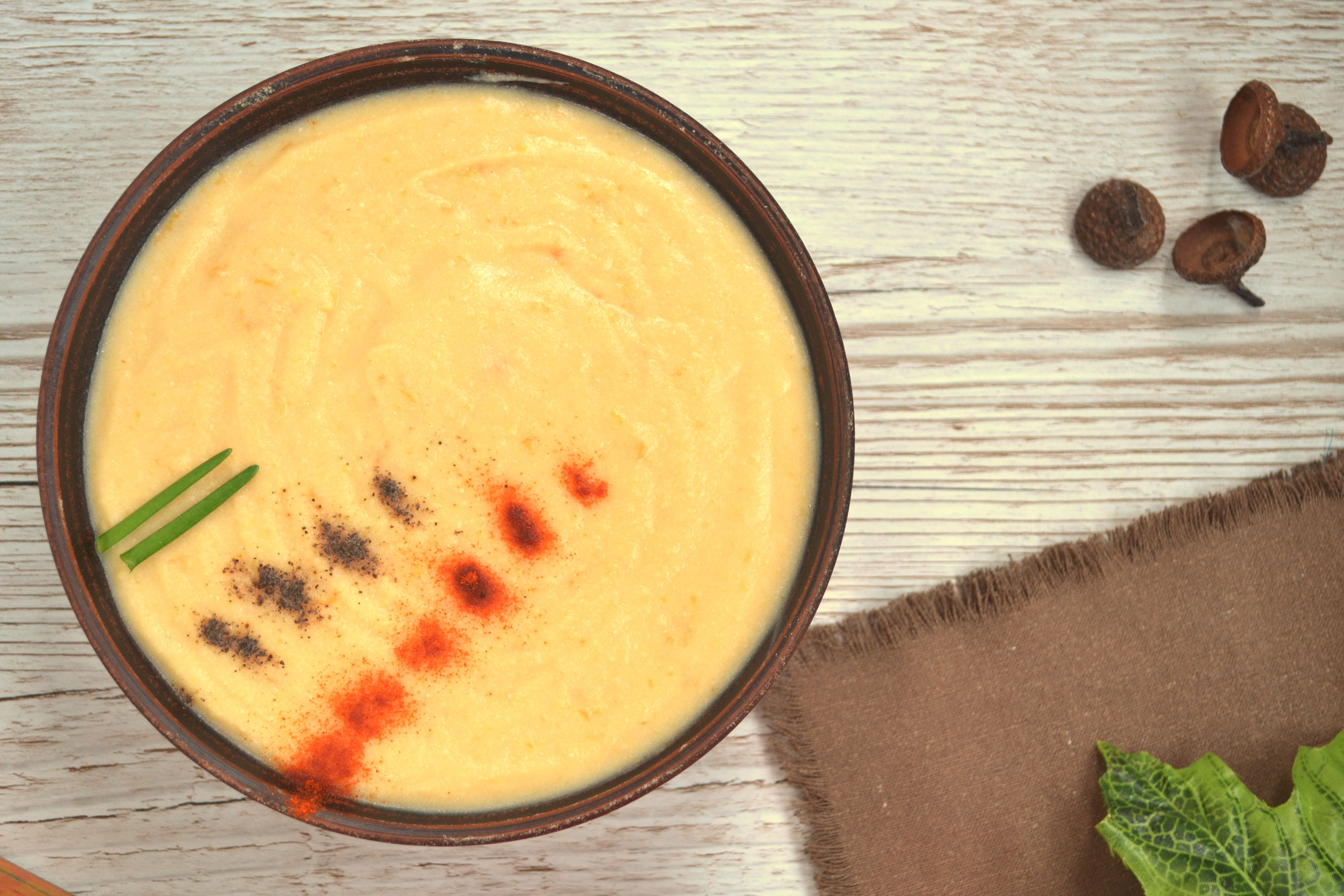
Гороховий суп-пюре

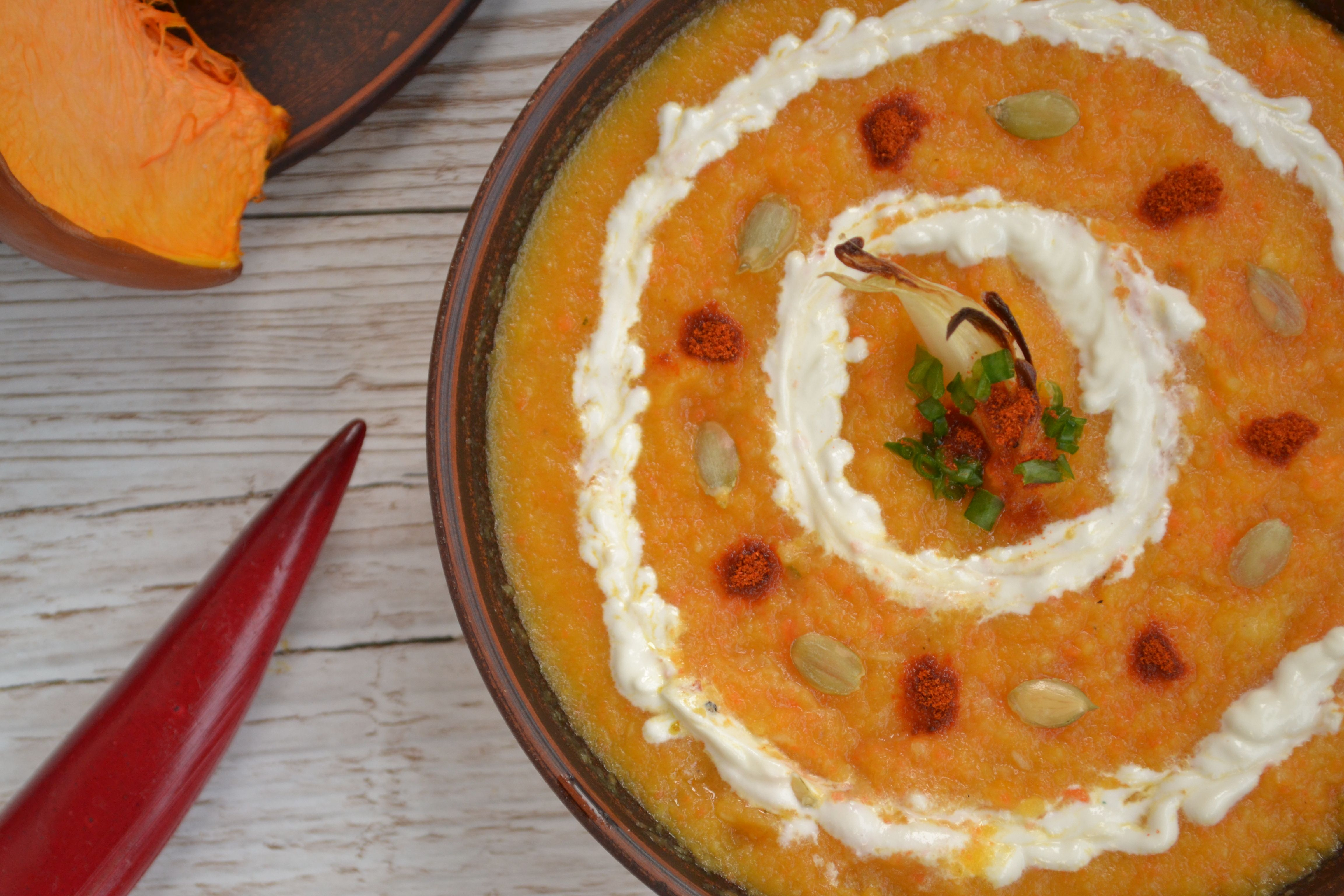
Гарбузовий суп-пюре

- Холодні супи підрозділяються на дві підгрупи: супи холодні на кисломолочних продуктах та хлібному квасі і супи солодкі.
  - Гаспачо
  - Холодник[11]
  - Пісний борщ
  - Джаджик
  - Окрошка
  - Таратор
- Молочні супи
- Фруктові супи
- Супи зі спиртними напоями
  - Пивний суп
- Супи, що заправляють
  - розділяються на овочеві, круп'яні, борошняні та бобові.

## Подача супів на стіл
Подають супи на стіл у різному посуді:
- глибоких столових мисках з різного матеріалу;
- порцелянових і фаянсових бульйонних чашках;
- керамічних і глиняних глечиках;
- порцелянових і фаянсових кисе;
- у супницях з різного матеріалу.

## Етикет споживання супів
При споживанні супів, ложку тримають в правій руці, поміж великим і вказівним пальцями, при цьому її ручка впирається в середній палець. При цьому черпають суп ложкою з права наліво або від себе. Зачерпнув трошки супу, ложкою торкаються краю тарілки, щоб зняти можливу краплю супу.
До рота ложку підносять не боком і не гострим кінцем, а трішечки на-вкіс. Їдять суп тихо, без зайвих звуків. Під час прийому супу слідкують за тим, щоб суп не стікав з ложки.
При доїданні супу тарілку нахиляють до себе. А краще взагалі не доїдати суп до кінця, залишивши трішки в тарілці. Якщо треба добавити собі супу, то ложку залишають в тарілці.
Бульйон і суп-пюре їдять бульйонною або десертною ложкою і обов'язково лівою рукою притримуючи чашку за ручку.
Чашку з бульйоном можна піднести до рота і допити залишки бульйону. Якщо бульйон подали з куркою, то спочатку бульйон їдять ложкою, а потім за допомогою виделки й ножа — шматочки курки.
Кльоцки, фрикадельки, галушки, картоплю та інший гарнір, якщо він є в супі, поділяють краєм ложки.
Не треба намагатися зачерпнути останню ложку супу.
Гарячий суп не розмішують ложкою, а чекають доки він прохолоне.
Бульйон з пиріжком або грінкою їдять з чашки, яку встановлюють на блюдце, бульйонною або десертною ложкою, тримаючи її в правій руці. Спочатку його їдять ложкою, а потім кладуть ложку на блюдце і правою рукою беруть чашку та п'ють як чай. Пиріжок або грінку їдять правою рукою.
Якщо бульйон подано в чашці з двома ручками, то його їдять ложкою.
Закінчивши їсти суп, ложку залишають в тарілці.